# Visjoŭ
Visjoŭ (vitryska: Вішоў) är en agropolis i Belarus.   Den ligger i voblasten Mahiljoŭs voblast, i den nordöstra delen av landet, 160 km öster om huvudstaden Minsk. Visjoŭ ligger 191 meter över havet och antalet invånare är 1 224.

## Natur
Terrängen runt Visjoŭ är mycket platt. Närmaste större samhälle är Bjalynіtjy, 18,3 km väster om Visjoŭ.